# Buckow (Berlin)
Buckow, Berlin-Buckow – dzielnica (Ortsteil) Berlina w okręgu administracyjnym Neukölln. Od 1 października 1920 w granicach miasta.